# Run for Cover Records
Run for Cover Records – amerykańska niezależna wytwórnia płytowa z siedzibą w Bostonie w stanie Massachusetts. Założona w 2004 roku przez Jeffa Casazza.
Wytwórnia znana jest ze współpracy z nieodkrytymi młodymi zespołami z całego świata, RFC pomogła w rozpoczęciu kariery takim zespołom jak: Tigers Jaw, Modern Baseball, Title Fight, Citizen, Turnover, Pinegrove, Basement. Wytwórnia także współpracowała z już bardziej znanymi zespołami i artystami, takimi jak; Alex G, Camp Cope, mewithoutYou, Teen Suicide i Nothing.

## Historia

### 2004–2010
RFC było założone gdy Casazza studiował na Uniwersytecie Suffolk. Wydawało na początku tylko EP-ki i single do 2009 roku, w 2010 roku wytwórnia wydała osiem płyt długogrających, głównie z rozwijającymi się północno-wschodnimi zespołami rockowymi, takimi jak Balance and Composure, Tigers Jaw, The Wonder Years i Hostage Calm. Wytwórnia zaczęła szybko zyskiwać na popularności dzięki rozwijającym się scenom muzycznym na wschodnim wybrzeżu, w szczególności w północno-wschodniej Pensylwanii, skąd pochodzą Title Fight, Balance and Composure, Tigers Jaw i inne zespoły.

### 2011–2013
W 2011 roku wytwórnia przeniosła się do mieszkania w centrum Back Bay wynajmowanego przez Kevina Duquette, właściciela Topshelf Records. W tym czasie wytwórnia oficjalnie zatrudniła swoich pierwszych pracowników, kierownika wytwórni Toma Chiari i Taylora Sullivana do obsługi sprzedaży wysyłkowej. Później w tym samym roku wytwórnia wydała debiutancki album zespołu Basement; I Wish I Could Stay Here. Również w 2011 roku RFC wydało kompilację, Mixed Signals składającą się z ekskluzywnego materiału artystów RFC, w tym piosenki zespołów; Balance and Composure, The World Is a Beautiful Place & I Am No Afraid to Die, The Menzingers i Tigers Jaw. Album był sprzedawany w setkach sklepów w całym kraju za 4,99 USD.
W 2012 roku RFC podpisało kontrakt z Citizen i Turnover. Pierwszym wydawnictwem wydanym przez wytwórnię dla obu zespołów była wspólna EP-ka, która szybko stała się najszybciej sprzedającym się wydawnictwem wytwórni w tamtym czasie.
Wytwórnia rozpoczęła produkcję singli winylowych w 2013 roku.

### 2014 – obecnie
W 2014 roku RFC rozstało się z dystrybutorami Revelation Records i Cobraside Distribution, podpisując ogólnoświatową umowę z Alternative Distribution Alliance, niezależnym ramieniem dystrybucyjnym Warner Music Group.
W tym samym roku RFC zdobyło nagrodę „Record Label of the Year” od renomowanej bostońskiej publikacji The Improper Bostonian.
W 2015 roku ukazał się drugi album Turnover; Peripheral Vision, który trafił do SoundScan w ilości ponad 100 000 egzemplarzy.
RFC uruchomiło Something In The Way Festival 14 grudnia 2016 r., Wyprzedając wszystkie trzy sale Webster Hall w Nowym Jorku i Royale w Bostonie. Na festiwalu wystąpili artyści tacy jak; Modern Baseball, Basement, Citizen, Turnover, mewithoutYou, Pinegrove, Nothing, Alex G, Elvis Depressedly, Teen Suicide, Nicole Dollanganger, Crying, Horse Jumper of Love i Petal.
Kanał wytwórni w serwisie YouTube, na którym znajdują się utwory i filmy artystów, ma ponad 155 000 subskrybentów i ponad 129 milionów wyświetleń (stan na 21 maja 2023 r.).
W 2019 roku RFC dołączyło do Secretly Distribution.

## Lista obecnych artystów
- Advance Base
- Another Michael
- Anxious
- The Berries
- Camp Cope
- Citizen
- Crying
- Fiddlehead
- Field Medic
- Fury
- Glass Beach
- Healing Potpourri
- Horse Jumper of Love
- Katie Dey
- Makthaverskan
- mewithoutYou
- Mini Trees
- Narrow Head
- One Step Closer
- Petal
- Portrayal of Guilt
- Sadurn
- Self Defense Family
- Spencer Radcliffe
- Sun June
- The Berries
- Teen Suicide
- Turnover
- Varsity
- Waveform*
- Westkust
- Wicca Phase Springs Eternal
- Young Guv

## Lista byłych artystów
- Adventures
- Agent
- Alex G
- Anne
- Basement
- Bridge and Tunnel
- Camera Shy
- Captain, We're Sinking
- Cloakroom
- Coasta
- Creative Adult
- CSTVT
- Death Is Not Glamorous
- Elvis Depressedly
- Fireworks
- GDP
- Hostage Calm
- Little Big League
- LVL UP
- Man Overboard
- Memorial
- Mockingbird Wish Me Luck
- Modern Baseball
- Nicole Dollanganger
- Nothing
- Pinegrove
- Pity Sex
- Seahaven
- Shook Ones
- Sinking Ships
- The Sun Days
- Superheaven
- These Days
- This Is Hell
- This Time Next Year
- Tigers Jaw
- Title Fight
- The Tower and the Fool
- Transit
- Vinnie Caruana
- Whirr
- Young Statues